# Sybren Ruurds de Groot
Sybren Ruurds de Groot, meist S. R. de Groot zitiert, (* 8. April 1916 in Amsterdam; † 9. Mai 1994) war ein niederländischer Physiker und einer der Begründer der statistischen Nichtgleichgewichts-Physik.

## Leben
De Groot studierte bei J. D. van der Waals Junior an der Universität Amsterdam und arbeitete von 1942 bis 1947 im Van der Waals Labor unter A. Michels. Während der deutschen Besatzung war er am Widerstand beteiligt (Gruppe Amsterdam-Ost, in der Michels einer der Leiter war). Er wurde 1945 bei Cornelis Gorter an der Universität Amsterdam über Thermodiffusion  promoviert (L'effet Soret: Diffusion thermique dans les phases condensées). Seine Dissertation fand Anwendung in der Isotopentrennung und er war 1947 ein Jahr in Paris im Labor von Frédéric Joliot-Curie. 1948 wurde er Lektor und ein Jahr später Professor an der Universität Utrecht.  Er war ab 1953 Professor für theoretische Physik an der Universität Leiden, als Nachfolger von Hendrik Anthony Kramers. Mit seinem ehemaligen Doktoranden Peter Mazur gründete er dort das Lorentz Institut für Theoretische Physik und beide initiierten auch den Lorentz Lehrstuhl für Gastprofessoren in Leiden. Ab 1964 war er wieder an der Universität Amsterdam, wo er bis zu seiner Emeritierung 1984 blieb.
Er war seit 1958 Mitglied der Niederländischen Akademie der Wissenschaften. 1956 wurde er Ehrendoktor an der Universität Straßburg, wo er 1958 bis 1963 Gastprofessor war. Er war Ritter vom Orden des Niederländischen Löwen und Ritter und später Offizier der französischen Ehrenlegion.
Er schrieb auch Essays zu literarischen Fragen in verschiedenen niederländischen Zeitungen, unter anderem eine vernichtende Kritik an Teilhard de Chardin in Hollands Maandblad.

## Schriften
- Thermodynamics of irreversible processes, North Holland 1951, deutsche Übersetzung:
  - Thermodynamik irreversibler Prozesse, Mannheim, BI 1960
- mit Peter Mazur Non equilibrium thermodynamics, North Holland, 1962, 1984, de Groot 1980 zu dem Buch in Science citation classics, pdf, auch ins Russische, Chinesische und Deutsche übersetzt:
  - Grundlagen der Thermodynamik irreversibler Prozesse, Mannheim, BI 1969
  - Anwendung der Thermodynamik irreversibler Prozesse, Mannheim, BI 1974
- mit W. A. van Leeuwen, Ch. van der Wert Relativistic kinetic theory, North Holland 1980
- Maxwell equations. Non relativistic and relativistic derivations from electron theory, North Holland 1969
- mit Leendert Suttorp Foundations of Electrodynamics, North Holland 1972